# باول إي. ديفيس
باول إي. ديفيس (بالإنجليزية: Paul E. Davis)‏ هو لاعب كرة قدم أمريكية أمريكي، ولد في 1921، وتوفي في 31 مارس 2009.